# Makabi Łomża
Makabi Łomża – żydowski wielosekcyjny (m.in. piłka nożna, koszykówka, siatkówka, boks, lekkoatletyka, tenis ziemny i stołowy) klub sportowy z siedzibą w Łomży, rozwiązany wraz z wybuchem II wojny światowej.

## Historia
Makabi powstało w roku 1916 z inicjatywy działaczy żydowskich, m.in.: Goldsztejn, Jalin, Cirman, siostry i brat Pasamoni, Icchak Jewrejewicz, Kac. Przewodniczącym został H. Frankel, nauczyciel gimnastyki, czynny członek lewicowego ruchu (syjonistycznego) Poalej-Cijon. W klubie główną sekcją była gimnastyka, rozwinięcie szerszej działalności utrudniała sytuacja gospodarcza i polityczna, trwała jeszcze I wojna światowa. Po kilku latach klub znowu musiał zmierzyć się z zawieruchą wojenną, wielu członków zasiliło wojsko polskie w wojnie przeciw bolszewikom, w latach 1920–1922 klub zawiesił swoją działalność.
W 1924 roku wybrano nowy zarząd: Ch. Rotszild (przewodniczący), M. Platin (zastępca przewodniczącego), Z. Cimerman (skarbnik), dr D. Piontnicki (Piątnicki), Mosze Morozowicz i Kac. Związek liczyło wówczas 310 członków, w tym 140 seniorów i 170 młodzieży. Powstały także nowe sekcje: rowerowa (kolarska), jazdy konnej, pływania, piłki nożnej, szachów. Prawdopodobnie pierwszym meczem drużyny była zwycięska rywalizacja z łomżyńskim Strzelcem, mecz odbył się jesienią 1924 roku.
W roku 1925 Łomżę i Polskę opuścił wieloletni prezes klubu Chaim Rotszyld, jego miejsce jako prezesa zajął Pasmanik. W latach 20. klub organizował liczne wycieczki o odczyty, które cieszyły się dużym zainteresowanie społeczności żydowskiej. W późniejszych latach aktywność klubu systematycznie malała, doszło do tego, że w 1927 roku władze na których czele stał M. Mrozowicz chciały zawiesić działalność klubu. Spotkało się to ze zdecydowaną reakcją młodzieży, która nie chcąc dopuścić do upadku klubu, zorganizowała sprzedaż znaczka na rzecz ŻKS „Makabi”. Niestety te działania nie pomogły i 27 grudnia 1928 klub został zawieszony z powodu braku działalności. W 1929 roku grupa działaczy nawiązała kontakt z centralą Makabi w Warszawie, która zgodziła się założyć swój oddział w Łomży, klub został reaktywowany i funkcjonował do 1939 roku.

## Piłka nożna
W połowie lat 30. klub zaczął nawiązywać walkę z najsilniejszymi drużynami regionu. Wystąpił 3 razy w klasie A Białostockiego OZPN.

### Sezony
| Poziomy rozgrywkowe | Poziomy rozgrywkowe | Poziomy rozgrywkowe | Poziomy rozgrywkowe | Poziomy rozgrywkowe | Sezony, opis | Sezony, opis     | Sezony, opis | Sezony, opis | Sezony, opis | Sezony, opis | Sezony, opis                  | Sezony, opis | Sezony, opis     |
| I                   | II                  | III                 | IV                  | V                   | Sezon        | Liga             | Poz.         | Pkt.         | Bramki       | Z/R/P        | Uwagi                         | Nazwa        | ZPN              |
| ------------------- | ------------------- | ------------------- | ------------------- | ------------------- | ------------ | ---------------- | ------------ | ------------ | ------------ | ------------ | ----------------------------- | ------------ | ---------------- |
| MP                  | A                   | B                   | C                   |                     | 1924         |                  |              |              |              |              |                               | Makabi       | Wileński OZPN    |
| MP                  | A                   | B                   | C                   |                     | 1925         |                  |              |              |              |              | Przerwa w rozgrywkach.        | Makabi       | Wileński OZPN    |
| MP                  | A                   | B                   | C                   |                     | 1926         |                  |              |              |              |              |                               | Makabi       | Wileński OZPN    |
| L                   | A                   | B                   | C                   |                     | 1927         |                  |              |              |              |              |                               | Makabi       | Warszawski OZPN  |
| L                   | A                   | B                   | C                   |                     | 1928         |                  |              |              |              |              |                               | Makabi       | Warszawski OZPN  |
| L                   | A                   | B                   | C                   |                     | 1929         |                  |              |              |              |              |                               | Makabi       | Białostocki OZPN |
| L                   | A                   | B                   | C                   |                     | 1930         |                  |              |              |              |              |                               | Makabi       | Białostocki OZPN |
| L                   | A                   | B                   | C                   |                     | 1931         |                  |              |              |              |              |                               | Makabi       | Białostocki OZPN |
| L                   | A                   | B                   | C                   |                     | 1932         |                  |              |              |              |              |                               | Makabi       | Białostocki OZPN |
| L                   | A                   | B                   | C                   |                     | 1933         | Klasa B (gr.I)   | b.d.         | b.d.         | b.d.         | b.d.         |                               | Makabi       | Białostocki OZPN |
| L                   | A                   | B                   |                     |                     | 1934         | Klasa B (gr.II)  | b.d.         | b.d.         | b.d.         | b.d.         |                               | Makabi       | Białostocki OZPN |
| L                   | A                   | B                   |                     |                     | 1935         | Klasa B (gr.II)  | 1            | b.d.         | b.d.         | b.d.         | Awans po eliminacjach.        | Makabi       | Białostocki OZPN |
| L                   | A                   | B                   |                     |                     | 1936         | Klasa A (gr.III) | 3 1          | 2 7          | 18-18 14-7   | 4/0/2 3/1/0  | Walka w barażach o utrzymanie | Makabi       | Białostocki OZPN |
| L                   | A                   | B                   |                     |                     | 1936/1937    | Klasa A          | 8            | 6*           | 13-35        | 3/0/7        | [ 1 ]                         | Makabi       | Białostocki OZPN |
| L                   | A                   | B                   |                     |                     | 1937/1938    | Klasa B (gr.III) | 1            | b.d.         | b.d.         | b.d.         |                               | Makabi       | Białostocki OZPN |
| L                   | A                   | B                   |                     |                     | 1938/1939    | Klasa A          | 6            | 0*           | 5-31         | 0/0/5        | [ 2 ]                         | Makabi       | Białostocki OZPN |

## Źródła
- "Piłkarskie Dzieje Podlasia" Jerzy Górko ISBN 978-83-61418-03-0
- Początki piłki nożnej w Łomży
- Działalność żydowskich stowarzyszeń sportowych w Łomży